# 山中毅
山中毅（日语：／ Yamanaka Tsuyoshi，1939年1月18日—2017年2月10日），日本男子游泳运动员。他在1956年夏季奥林匹克运动会中，参加了男子400米自由泳比赛并获得银牌。除此之外他也获得了1958年亚洲运动会男子1500米自由泳金牌。